# Egentliga huggormar
De egentliga huggormarna eller viperorna (Viperinae) är en underfamilj av giftiga ormar i familjen huggormar som lever i Europa, Asien och Afrika. De skiljer sig från de nära besläktade näsgropsormarna (Crotalinae) genom avsaknad av de värmekänsliga groporgan som kännetecknar denna grupp. För tillfället räknas 14 släkten och cirka 70 arter till gruppen. De flesta arterna lever i tropiskt och subtropiskt klimat, men en art huggorm (Vipera berus) återfinns till och med vid polcirkeln.

## Beskrivning
Arterna i denna underfamilj varierar i storlek från Bitis schneideri, som mest blir 28 centimeter, till Gabonhuggorm (Bitis gabonica) som kan bli över 2 meter lång. De flesta arterna är marklevande, men några, som Buskhuggormar (Atheris), är helt och hållet trädlevande.
Även om de värmekänsliga groparna som kännetecknar näsgropsormarna saknas hos de egentliga huggormarna så har flera arter, bland annat i släktena Daboia, Pseudocerastes och Causus (Causinae), men i synnerhet i släktet Bitis, ett känselorgan ovanför nosen.  Experiment har visat att anfall inte enbart styrs av syn och doft, utan att varmare mål träffas oftare än kalla.

## Utbredning
Europa, Asien och Afrika. Dock förekommer de inte på Madagaskar

## Reproduktion
I allmänhet är arterna i denna underfamilj vivipara men ett fåtal, som Pseudocerastes lägger ägg.

## Släkten
| Släkte         | Auktor                                                 | Arter | Underarter.* | Svenska namn | Utbredning |
| -------------- | ------------------------------------------------------ | ----- | ------------ | ------------ | --- |
| Adenorhinos    | Loveridge, 1930                                        | 1     | 0            |              | Centrala Tanzania: Udzungwe- och Ukingabergen. |
| Atheris        | Cope, 1862                                             | 8     | 1            |              | Tropiska subsahariska Afrika, med undantag för södra Afrika. |
| Bitis          | Gray, 1842                                             | 14    | 2            |              | Afrika och södra arabiska halvön. |
| Causus         | Wagler, 1830                                           | 7     |              |              | Afrika, söder om Sahara. |
| Cerastes       | Laurenti, 1768                                         | 3     | 0            |              | Nordafrika österut genom Arabiska halvön och Iran. |
| Daboia         | Gray, 1842                                             | 5     |              |              | Pakistan, Indien, Sri Lanka, Bangladesh, Nepal, Myanmar, Thailand, Kambodja, Kina (Guangxi och Guangdong), Taiwan och Indonesien (Endeh, Flores, östra Java, Komodo, Lomblenöarna).                                                                                             |
| Echis          | Merrem, 1820                                           | 8     | 6            |              | Indien och Sri Lanka, delar av Mellanöstern och Afrika norr om ekvatorn. |
| Eristicophis   | Alcock och Finn, 1897                                  | 1     | 0            |              | Ökenregionen av Baluchistan nära gränsen Iran-Afghanistan-Pakistan. |
| Macrovipera    | Reuss, 1927                                            | 4     | 4            |              | Halvöknar och stäpper i Nordafrika, Främre Orienten och Mellanöstern, och Milosarkepelagon i Egeiska havet. |
| Montatheris    | Boulenger, 1910                                        | 1     | 0            |              | Kenya |
| Montivipera    | Nilson, Tuniyev, Andrén, Orlov, Joger & Herrmann, 1999 | 8     |              |              | Från Europa över Turkiet till Mellanöstern. |
| Proatheris     | Peters, 1854                                           | 1     | 0            |              | Södra Tanzania (norra änden av Malawisjön) genom Malawi till trakten runt Beira, centrala Moçambique. |
| Pseudocerastes | Boulenger, 1896                                        | 3     |              |              | Från Sinaihalvön i Egypten österut till Pakistan. |
| ViperaT        | Laurenti, 1768                                         | 23    | 12           |              | Storbritannien och nästan hela den europeiska kontinenten över polcirkeln samt på några öar i Medelhavet (Elba, Montecristo, Sicilien) och Egeiska havet österut över norra Asien till Sachalin och Nordkorea. Återfinns också i norra Afrika i Marocko, Algeriet och Tunisien. |

* Omfattar inte nominatunderarten (typisk form).

T Typsläkte.

## Tribus
En tribus är för närvarande erkänd, Atherini, skapad av Broadley 1996 för att beskriva släktena Atheris, Adenorhinos, Montatheris och Proatheris. Typsläkte för denna tribus är Atheris.

## Nära besläktade grupper
Tills helt nyligen räknades ytterligare två släkten till de egentliga huggormarna. Men numera anses de skilja sig tillräckligt för att föras till egna underfamiljer inom huggormarna:
- Släktet Azemiops - överförd till underfamiljen Azemiopinae av Liem, Marx & Rabb (1971).
- Släktet Causus - erkänd som underfamiljen Causinae (Cope, 1860) föreslogs av Groombridge (1987) och fick ytterligare stöd av Cadle (1992).

Likväl används ofta beteckningen egentliga huggormar även för dessa grupper.